# 东京盲哑学校
东京盲哑学校（日语：／ tōkyō mōa gakkō）是存在于日本明治时代晚期至二战结束时期的盲、聋哑教育机构，原址位于东京都中央区筑地4丁目（当时的京桥区筑地3丁目）。它是筑波大学附属视觉特别支援学校、筑波大学附属听觉特别支援学校的前身。
东京盲哑学校是日本盲文的诞生地。

## 历史
1875年5月、古川正雄、津田仙、中村正直、岸田吟香、波尔夏特、亨利·福尔兹等6人关于盲人教育的必要性进行了讨论，决定设立“乐善会”以筹备盲人学校的建立。翌年，前岛密、小松彰、杉浦让、山尾庸三等人加入。1876年，政府批准设立乐善会训盲院，由东京府拨给经费3000日元。校区位于筑地3丁目，占地约15800平方米（4783坪）。1879年12月，校舍落成。总面积约330平方米（100坪），红砖构造，高2层。1880年开始授课。
随着日本社会逐渐认识到不仅盲人，聋哑人也应该接受教育，1884年，学校开始招收聋哑者并更名为训盲哑院。1886年，管理权由文部省接管，成为官立学校，1888年更名为东京盲哑学校。1890年，校址迁至小石川区指谷町。1909年实现了盲哑分离，拆分设立了东京盲学校，而东京盲哑学校也于次年更名为东京聋哑学校。此后，东京盲学校于1910年迁至杂司谷校址（即现校址）。而东京聋哑学校在太平洋战争中指谷校舍被毁，于1946年搬迁至千叶县市川市国府台。
战后日本经历了学制改革，为了减少国立学校的数量，东京盲学校与东京聋哑学校都成为了东京教育大学的附属学校。筑波大学成立后，在1975年盲学校改属筑波大学，更名为筑波大学附属盲学校，1978年聋学校也同样成为筑波大学附属聋学校。2007年，因为“特殊教育”这一术语废止，根据文部省的更名指导方针，两校改名为筑波大学附属视觉特别支援学校和筑波大学附属听觉特别支援学校。